# ラド・ア・ラド
『ラド・ア・ラド』（原題: Lado a Lado）は、ブラジルのテレビドラマ。ヘジ・グローボで2012年9月10日から2013年3月8日まで放送された。